# Prajanchai P.K.Saenchaimuaythaigym
Prajanchai (พระจันทร์ฉาย) es un peleador de Muay Thai tailandés que actualmente compite en la categoría de peso paja de ONE Championship, donde es el actual Campeón Interino de Muay Thai de Peso Paja de ONE, además de haber sido Campeón Mundial de Muay Thai de Peso Paja de ONE. Desde diciembre de 2020, está en la posición #5 del ranking libra por libra según The Nation.
Prajanchai también es un boxeador y ganó el título de 126 libras del Sur de Asia de WBA.

## Carrera de Muay Thai y Kickboxing

### ONE Championship
Prajanchai enfrentó a Sam-A Gaiyanghadao en una revancha por el Campeonato Interino de Muay Thai de Peso Paja de ONE el 23 de junio de 2023, en ONE Friday Fights 22. Ganó la pelea y el título por KO en el segundo asalto. Esta victoria lo hizo merecedor del premio de Actuación de la Noche.

#### Oportunidad por el Campeonato Mundial de Muay Thai de Peso Paja de ONE
Prajanchai está programado para enfrentar a Campeón Mundial de Kickboxing de Peso Paja de ONE Jonathan Di Bella el 5 de abril de 2024, en ONE Friday Fights 58.
La pelea con Di Bella ha sido reprogramada por el Campeonato Mundial Vacante de Kickboxing de Peso Paja de ONE el 28 de junio de 2024, en ONE Friday Fights 68.

## Carrera de boxeo
Prajanchai hizo su debut en boxeo el 29 de agosto de 2020, enfretando al campeón de peso pluma del Sur de Asia de WBA Arnon Yupang. Prajanchai ganó la pelea por decisión dividida, con tarjetas de 96–94, 97–93 y 94–96.
En su seguna pelea de boxeo, el 31 de octubre de 2020, Prajanchai enfrentó al ex-campeón de peso minimosca de WBC Kompayak Porpramook. Ganó la pelea por decisión unánime, con los jueces dándole los diez asaltos de la pelea.
Prajanchai enfrentó a Suradech Ruhasiri el 24 de abril de 2021. Ganó la pelea por decisión unánime, nuevamente ganando los diez asaltos en las tarjetas de los tres jueces.

## Campeonatos y logros

### Muay Thai
- OneSongchai
  - Campeón de 112 libras de S-1 de 2012[9]
- Rajadamnern Stadium
  - Campeón de 105 libras de Rajadamnern Stadium de 2011
  - Campeón de 112 libras de Rajadamnern Stadium de 2012
- Lumpinee Stadium
  - Campeonato de 118 libras de Lumpinee Stadium de 2014
  - Campeonato de 122 libras de Lumpinee Stadium de 2020[10]
- ONE Championship
  - Campeonato Mundial Interino de Muay Thai de Peso Paja de ONE
  - Campeonato Mundial de Muay Thai de Peso Paja de ONE[11]
  - Actuación de la Noche (Una vez) vs. Sam-A Gaiyanghadao

### Boxing
- Campeonato de 126 libras del Sur de Asia de WBA

## Récord en Muay Thai y Kickboxing
| Récord en Muay Thai                                                    | Récord en Muay Thai | Récord en Muay Thai                | Récord en Muay Thai                              | Récord en Muay Thai           | Récord en Muay Thai    | Récord en Muay Thai | Récord en Muay Thai |
| ---------------------------------------------------------------------- | ------------------- | ---------------------------------- | ------------------------------------------------ | ----------------------------- | ---------------------- | ------------------- | ------------------- |
| 342 Victorias, 52 Derrotas, 3 Empates                                  |                     |                                    |                                                  |                               |                        |                     |                     |
| Fecha                                                                  | Resultado           | Oponente                           | Evento                                           | Localización                  | Método                 | Ronda               | Tiempo              |
| 28-06-2024                                                             |                     | Jonathan Di Bella                  | ONE Friday Fights 68                             | Bangkok, Tailandia            |                        |                     |                     |
| Por el Campeonato Mundial Vacante de Kickboxing de Peso Paja de ONE.   |                     |                                    |                                                  |                               |                        |                     |                     |
| 22-12-2023                                                             | Victoria            | Joseph Lasiri                      | ONE Friday Fights 46                             | Bangkok, Tailandia            | KO (Codazo)            | 1                   | 1:28                |
| Ganó y unificó el Campeonato Mundial de Muay Thai de Peso Paja de ONE. |                     |                                    |                                                  |                               |                        |                     |                     |
| 22-09-2023                                                             | Victoria            | Akram Hamidi                       | ONE Friday Fights 34, Lumpinee Stadium           | Bangkok, Tailandia            | Decisión (Unánime)     | 3                   | 5:00                |
| 2023-06-23                                                             | Victoria            | Sam-A Gaiyanghadao                 | ONE Friday Fights 22, Lumpinee Stadium           | Bangkok, Tailandia            | KO (Golpes)            | 2                   | 2:10                |
| Ganó el Campeonato Interino de Muay Thai de Peso Paja de ONE.          |                     |                                    |                                                  |                               |                        |                     |                     |
| 2023-01-20                                                             | Victoria            | Kompetch Sitsarawatsuer            | ONE Friday Fights 1, Lumpinee Stadium            | Bangkok, Tailandia            | Decisión (Unánime)     | 3                   | 5:00                |
| 2022-05-20                                                             | Derrota             | Joseph Lasiri                      | ONE 157                                          | Kallang, Singapur             | TKO (Retiro)           | 3                   | 3:00                |
| Perdió el Campeonato Mundial de Muay Thai de Peso Paja de ONE.         |                     |                                    |                                                  |                               |                        |                     |                     |
| 2021-07-30                                                             | Victoria            | Sam-A Gaiyanghadao                 | ONE Championship: Battleground                   | Kallang, Singapur             | Decisión (Mayoritaria) | 5                   | 3:00                |
| Ganó el Campeonato Mundial de Muay Thai de Peso Paja de ONE.           |                     |                                    |                                                  |                               |                        |                     |                     |
| 2021-03-28                                                             | Victoria            | Ronachai Tor.Ramintra              | Channel 7 Stadium                                | Bangkok, Tailandia            | Decisión (Unánime)     | 5                   | 3:00                |
| 2020-12-08                                                             | Victoria            | Kompetch Sitsarawatsuer            | Lumpinee Birthday Show, Lumpinee Stadium         | Bangkok, Tailandia            | Decisión               | 5                   | 3:00                |
| 2020-10-05                                                             | Derrota             | Kompetch Sitsarawatsuer            | R1 UFA, World Siam Stadium                       | Bangkok, Tailandia            | Decisión               | 5                   | 3:00                |
| 2020-02-11                                                             | Victoria            | Petchsamarn Sor.Samarngarment      | Lumpinee Stadium                                 | Bangkok, Tailandia            | Decisión               | 5                   | 3:00                |
| Ganó el título vacante de 122 libras de Lumpinee Stadium.              |                     |                                    |                                                  |                               |                        |                     |                     |
| 2019-12-06                                                             | Victoria            | Petchsamarn Sor.Samarngarment      | Lumpinee Stadium                                 | Bangkok, Tailandia            | Decisión               | 5                   | 3:00                |
| 2019-11-02                                                             | Empate              | Sprinter Pangkongprab              | Maximum Muay Thai Fight                          | São Paulo, Brasil             | Decisión               | 5                   | 3:00                |
| 2018-05-15                                                             | Victoria            | Worawute Baovigym                  | Lumpinee Stadium                                 | Bangkok, Tailandia            | KO (Codazo)            | 3                   |                     |
| 2018-03-28                                                             | Derrota             | Chalam Parunchai                   | WanParunchai + Poonseua Sanjorn                  | Nakhon Si Thammarat, Thailand | Decisión               | 5                   | 3:00                |
| 2018-01-24                                                             | Victoria            | Morakot Phetsimuen                 | Rajadamnern Stadium                              | Bangkok, Tailandia            | Decisión               | 5                   | 3:00                |
| 2017-12-15                                                             | Victoria            | Morakot Phetsimuen                 | Lumpinee Stadium                                 | Bangkok, Tailandia            | Decisión               | 5                   | 3:00                |
| 2017-11-14                                                             | Victoria            | Sprinter Pangkongprab              | Lumpinee Stadium                                 | Bangkok, Tailandia            | Decisión               | 5                   | 3:00                |
| 2017-09-05                                                             | Victoria            | Ronachai Tor.Ramintra              | Lumpinee Stadium                                 | Bangkok, Tailandia            | Decisión               | 5                   | 3:00                |
| 2017-08-03                                                             | Victoria            | Kiewpayak Jitmuangnon              | Rajadamnern Stadium                              | Bangkok, Tailandia            | Decisión               | 5                   | 3:00                |
| 2017-06-07                                                             | Derrota             | Morakot Phetsimuen                 | Rajadamnern Stadium                              | Bangkok, Tailandia            | Decisión               | 5                   | 3:00                |
| 2017-03-30                                                             | Victoria            | Puenkon Tor.Surat                  | Rajadamnern Stadium                              | Bangkok, Tailandia            | Decisión               | 5                   | 3:00                |
| 2017-02-08                                                             | Derrota             | Puenkon Tor.Surat                  | Rajadamnern Stadium                              | Bangkok, Tailandia            | Decisión               | 5                   | 3:00                |
| 2017-01-12                                                             | Victoria            | Yodmungkol Muangsima               | Rajadamnern Stadium                              | Bangkok, Tailandia            | Decisión               | 5                   | 3:00                |
| 2016-09-30                                                             | Derrota             | Sing Parunchai                     | Lumpinee Stadium                                 | Bangkok, Tailandia            | Decisión               | 5                   | 3:00                |
| 2016-07-21                                                             | Victoria            | Sing Parunchai                     | Rajadamnern Stadium                              | Bangkok, Tailandia            | Decisión               | 5                   | 3:00                |
| 2016-05-22                                                             | Derrota             | Luknimit Singklongsi               | Rajadamnern Stadium                              | Bangkok, Tailandia            | Decisión               | 5                   | 3:00                |
| 2016-04-29                                                             | Derrota             | Chalam Parunchai                   | Lumpinee Stadium                                 | Bangkok, Tailandia            | Decisión               | 5                   | 3:00                |
| 2016-03-31                                                             | Derrota             | Luknimit Singklongsi               | Rajadamnern Stadium                              | Bangkok, Tailandia            | Decisión               | 5                   | 3:00                |
| 2016-03-04                                                             | Derrota             | Chalam Parunchai                   | Lumpinee Stadium                                 | Bangkok, Tailandia            | Decisión               | 5                   | 3:00                |
| 2015-12-23                                                             | Victoria            | Phetnamngam Aor.Kwanmuang          | Rajadamnern Stadium                              | Bangkok, Tailandia            | Decisión               | 5                   | 3:00                |
| 2015-12-06                                                             | Victoria            | Toma                               | The Battle of Muaythai 10～ The 10th anniversary | Yokohama, Japón               | Decisión (Unánime)     | 5                   | 3:00                |
| 2015-10-14                                                             | Victoria            | Yodmongkol Tor.Laksong             | Rajadamnern Stadium                              | Bangkok, Tailandia            | Decisión               | 5                   | 3:00                |
| 2015-09-05                                                             | Victoria            | Yardfar R-Airline                  | Montri Studio                                    | Tailandia                     | Decisión               | 5                   | 3:00                |
| 2015-08-07                                                             | Victoria            | Phet Sawansangmanja                | Lumpinee Stadium                                 | Bangkok, Tailandia            | Decisión               | 5                   | 3:00                |
| 2015-07-02                                                             | Victoria            | Kengkla Por.Pekko                  | Rajadamnern Stadium                              | Bangkok, Tailandia            | Decisión               | 5                   | 3:00                |
| 2015-05-28                                                             | Victoria            | Chorfah Tor.Sangtiennoi            | Rajadamnern Stadium                              | Bangkok, Tailandia            | Decisión               | 5                   | 3:00                |
| 2015-05-07                                                             | Derrota             | Yodmungkol Muangsima               | Rajadamnern Stadium                              | Bangkok, Tailandia            | Decisión               | 5                   | 3:00                |
| 2015-03-30                                                             | Empate              | Chorfah Tor.Sangtiennoi            | Rajadamnern Stadium                              | Bangkok, Tailandia            | Decisión               | 5                   | 3:00                |
| 2015-02-12                                                             | Victoria            | Luknimit Singklongsi               | Rajadamnern Stadium                              | Bangkok, Tailandia            | Decisión               | 5                   | 3:00                |
| 2015-01-08                                                             | Victoria            | Lamnapong Yuthachonburi            | Rajadamnern Stadium                              | Bangkok, Tailandia            | KO                     | 4                   |                     |
| 2014-12-09                                                             | Derrota             | Panpayak Jitmuangnon               | Lumpinee Stadium                                 | Bangkok, Tailandia            | Decisión               | 5                   | 3:00                |
| Perdió el título de 118 libras de Lumpinee Stadium.                    |                     |                                    |                                                  |                               |                        |                     |                     |
| 2014-10-08                                                             | Derrota             | Luknimit Singklongsi               | Rajadamnern Stadium                              | Bangkok, Tailandia            | Decisión               | 5                   | 3:00                |
| 2014-09-05                                                             | Victoria            | Panpayak Jitmuangnon               | Lumpinee Stadium                                 | Bangkok, Tailandia            | Decisión               | 5                   | 3:00                |
| Ganó el título de 118 libras de Lumpinee Stadium.                      |                     |                                    |                                                  |                               |                        |                     |                     |
| 2014-08-14                                                             | Victoria            | Chorfah Tor.Sangtiennoi            | Rajadamnern Stadium                              | Bangkok, Tailandia            | Decisión               | 5                   | 3:00                |
| 2014-07-16                                                             | Victoria            | Maethee Sorjortoipadriw            | Rajadamnern Stadium                              | Bangkok, Tailandia            | Decisión               | 5                   | 3:00                |
| 2014-05-07                                                             | Victoria            | Pichitchai P.K.Saenchaimuaythaigym | Rajadamnern Stadium                              | Bangkok, Tailandia            | Decisión               | 5                   | 3:00                |
| 2014-02-28                                                             | Derrota             | Mondam Sor Weerapol                | Lumpinee Stadium                                 | Bangkok, Tailandia            | Decisión               | 5                   | 3:00                |
| 2014-01-07                                                             | Victoria            | Mondam Sor Weerapol                | Lumpinee Stadium                                 | Bangkok, Tailandia            | Decisión               | 5                   | 3:00                |
| 2013-12-03                                                             | Victoria            | Eakmongkol Kaiyanghadaogym         | Lumpinee Stadium                                 | Bangkok, Tailandia            | Decisión               | 5                   | 3:00                |
| 2013-11-06                                                             | Victoria            | Yodmongkon Muangseema              | Rajadamnern Stadium                              | Bangkok, Tailandia            | Decisión               | 5                   | 3:00                |
| 2013-07-09                                                             | Victoria            | Wanchalong PK.Saenchai             | Lumpinee Stadium                                 | Bangkok, Tailandia            | Decisión               | 5                   | 3:00                |
| 2013-06-03                                                             | Derrota             | Yokpet Sompongmataput              | Lumpinee Stadium                                 | Bangkok, Tailandia            | Decisión               | 5                   | 3:00                |
| 2013-04-05                                                             | Derrota             | Sangmanee Sor Tienpo               | Lumpinee Stadium                                 | Bangkok, Tailandia            | Decisión               | 5                   | 3:00                |
| 2013-02-21                                                             | Victoria            | Dang Sor Ploenchit                 | Rajadamnern Stadium                              | Bangkok, Tailandia            | Decisión               | 5                   | 3:00                |
| 2012-12-24                                                             | Victoria            | Lamnampong Noomjeantawana          | Rajadamnern Stadium                              | Bangkok, Tailandia            | Decisión               | 5                   | 3:00                |
| 2012-11-09                                                             | Derrota             | Sangmanee Sor Tienpo               | Lumpinee Stadium                                 | Bangkok, Tailandia            | Decisión               | 5                   | 3:00                |
| Perdió el título de 112 libra de Rajadamnern Stadium.                  |                     |                                    |                                                  |                               |                        |                     |                     |
| 2012-10-11                                                             | Victoria            | Densiam Aikbangzai                 | Rajadamnern Stadium                              | Bangkok, Tailandia            | Decisión               | 5                   | 3:00                |
| 2012-09-12                                                             | Victoria            | Palangpon WatcharachaiGym          | Rajadamnern Stadium                              | Bangkok, Tailandia            | Decisión               | 5                   | 3:00                |
| 2012-06-26                                                             | Victoria            | Pampun Kiatchongkao                | Lumpinee Stadium                                 | Bangkok, Tailandia            | Decisión               | 5                   | 3:00                |
| 2012-05-17                                                             | Victoria            | Meethee Kiatpratoom                | Rajadamnern Stadium                              | Bangkok, Tailandia            | Decisión               | 5                   | 3:00                |
| 2012-04-19                                                             | Victoria            | Meethee Kiatpratoom                | Rajadamnern Stadium                              | Bangkok, Tailandia            | Decisión               | 5                   | 3:00                |
| Ganó el título vacante de 112 librasd de Rajadamnern Stadium.          |                     |                                    |                                                  |                               |                        |                     |                     |
| 2012-03-15                                                             | Victoria            | Yardfar R-Airline                  | Rajadamnern Stadium                              | Bangkok, Tailandia            | Decisión               | 5                   | 3:00                |
| 2012-01-26                                                             | Victoria            | Nguern Jitmuangnon                 | Rajadamnern Stadium                              | Bangkok, Tailandia            | Decisión               | 5                   | 3:00                |
| 2011-12-08                                                             | Derrota             | Meethee Kiatpratoom                | Rajadamnern Stadium                              | Bangkok, Tailandia            | Decisión               | 5                   | 3:00                |
| 2011-09-08                                                             | Victoria            | Tuan Kor.Kampanart                 | Rajadamnern Stadium                              | Bangkok, Tailandia            | Decisión               | 5                   | 3:00                |
| 2011-08-18                                                             | Derrota             | Detkart Por.Pongsawang             | Rajadamnern Stadium                              | Bangkok, Tailandia            | Decisión               | 5                   | 3:00                |
| Por el título de 108 libras de Rajadamnern Stadium.                    |                     |                                    |                                                  |                               |                        |                     |                     |
| 2011-07-21                                                             | Victoria            | Lomtalay Sitsoung                  | Rajadamnern Stadium                              | Bangkok, Tailandia            | Decisión               | 5                   | 3:00                |
| 2011-06-02                                                             | Victoria            | Detkart Por.Pongsawang             | Rajadamnern Stadium                              | Bangkok, Tailandia            | Decisión               | 5                   | 3:00                |
| 2011-04-25                                                             | Derrota             | Detkart Por.Pongsawang             | Rajadamnern Stadium                              | Bangkok, Tailandia            | Decisión               | 5                   | 3:00                |
| 2011-02-21                                                             | Victoria            | Tee-Us Kor.Rachada                 | Rajadamnern Stadium                              | Bangkok, Tailandia            | Decisión               | 5                   | 3:00                |
| 2011-01-20                                                             | Derrota             | Tee-Us Kor.Rachada                 | Rajadamnern Stadium                              | Bangkok, Tailandia            | Decisión               | 5                   | 3:00                |
| 2010-12-15                                                             | Victoria            | Yodthongthai Tor.Mahahin           | Rajadamnern Stadium                              | Bangkok, Tailandia            | Decisión               | 5                   | 3:00                |
| 2010-11-18                                                             | Victoria            | Sanchai Sitsarawat-G               | Rajadamnern Stadium                              | Bangkok, Tailandia            | Decisión               | 5                   | 3:00                |
| 2010-10-21                                                             | Derrota             | Superbank Mor Ratanabandit         | Rajadamnern Stadium                              | Bangkok, Tailandia            | Decisión               | 5                   | 3:00                |
| Por la apuesta de 800.000 bahts.                                       |                     |                                    |                                                  |                               |                        |                     |                     |
| 2010-09-15                                                             | Derrota             | Superbank Mor Ratanabandit         | Rajadamnern Stadium                              | Bangkok, Tailandia            | Decisión               | 5                   | 3:00                |
| Por el título de 105 libras de Rajadamnern.                            |                     |                                    |                                                  |                               |                        |                     |                     |
| 2010-08-19                                                             | Victoria            | Daolookai Kiatpratoom              | Rajadamnern Stadium                              | Bangkok, Tailandia            | Decisión               | 5                   | 3:00                |
| 2010-07-15                                                             | Victoria            | Tiankao Tor.Sangtiennoi            | Rajadamnern Stadium                              | Bangkok, Tailandia            | Decisión               | 5                   | 3:00                |
| 2010-06-10                                                             | Victoria            | Tiankao Tor.Sangtiennoi            | Rajadamnern Stadium                              | Bangkok, Tailandia            | Decisión               | 5                   | 3:00                |
| 2010-05-13                                                             | Victoria            | Mondam Sor Weerapol                | Lumpinee Stadium                                 | Bangkok, Tailandia            | Decisión               | 5                   | 3:00                |
| 2010-04-06                                                             | Derrota             | Petpanomrung Kiatmuu9              | Petchyindee Fights, Lumpinee Stadium             | Bangkok, Tailandia            | Decisión               | 5                   | 3:00                |
| 2010-03-11                                                             | Derrota             | Chaidet Sor.Suriya                 | Lumpinee Stadium                                 | Bangkok, Tailandia            | Decisión               | 5                   | 3:00                |
| 2010-02-11                                                             | Victoria            | Yodthongthai Tor.Mahahin           | Rajadamnern Stadium                              | Bangkok, Tailandia            | Decisión               | 5                   | 3:00                |
| 2010-01-14                                                             | Victoria            | Superbank Mor Ratanabandit         | Rajadamnern Stadium                              | Bangkok, Tailandia            | Decisión               | 5                   | 3:00                |
| 2009-12-10                                                             | Derrota             | Yodthongthai Tor.Mahahin           | Rajadamnern Stadium                              | Bangkok, Tailandia            | Decisión               | 5                   | 3:00                |
| 2009-11-05                                                             | Victoria            | Anuwatlek Por.Telakun              | Rajadamnern Stadium                              | Bangkok, Tailandia            | Decisión               | 5                   | 3:00                |
| 2009-10-08                                                             | Empate              | Anuwatlek Por.Telakun              | Rajadamnern Stadium                              | Bangkok, Tailandia            | Decisión               | 5                   | 3:00                |
| 2009-09-17                                                             | Victoria            | Jomyuthjiew Wor.Rungtavee          | Rajadamnern Stadium                              | Bangkok, Tailandia            | Decisión               | 5                   | 3:00                |
| 2009-08-27                                                             | Victoria            | Daolookai Kiatpratoom              | Rajadamnern Stadium                              | Bangkok, Tailandia            | Decisión               | 5                   | 3:00                |
| 2009-08-06                                                             | Victoria            | Petrajan FA.Group                  | Rajadamnern Stadium                              | Bangkok, Tailandia            | Decisión               | 5                   | 3:00                |
| 2009-06-18                                                             | Victoria            | Petdam Petnoppakao                 | Rajadamnern Stadium                              | Bangkok, Tailandia            | Decisión               | 5                   | 3:00                |
| 2009-05-28                                                             | Victoria            | Tiankao Tor.Sangtiennoi            | Rajadamnern Stadium                              | Bangkok, Tailandia            | Decisión               | 5                   | 3:00                |
| 2009-05-07                                                             | Derrota             | Tiankao Tor.Sangtiennoi            | Rajadamnern Stadium                              | Bangkok, Tailandia            | Decisión               | 5                   | 3:00                |
| 2009-04-09                                                             | Victoria            | Fahsai Sitsangluanglek             | Rajadamnern Stadium                              | Bangkok, Tailandia            | Decisión               | 5                   | 3:00                |
| 2009-02-26                                                             | Victoria            | Fahsai Sitsangluanglek             | Rajadamnern Stadium                              | Bangkok, Tailandia            | Decisión               | 5                   | 3:00                |
| 2009-02-05                                                             | Victoria            | Wanmechai Sor.Kongkaderd           | Rajadamnern Stadium                              | Bangkok, Tailandia            | Decisión               | 5                   | 3:00                |
| 2009-01-08                                                             | Derrota             | Wanmechai Sor.Kongkaderd           | Rajadamnern Stadium                              | Bangkok, Tailandia            | Decisión               | 5                   | 3:00                |
| 2008-12-18                                                             | Victoria            | Petanun Chor.Tiangtum              | Rajadamnern Stadium                              | Bangkok, Tailandia            | Decisión               | 5                   | 3:00                |